# 劉垌
劉垌，山东诸城人，清朝政治人物。举人出身。
乾隆四十年，擔任廣東廣州府永安縣知縣（現紫金縣知縣）。后由王仁接任。